# Kvalserien till Elitserien i ishockey 1985
Kvalserien till Elitserien i ishockey 1985 spelades för att avgöra vilka lag som skulle få spela i Elitserien 1985/1986. Kvalserien bestod av fyra lag och spelades i sex omgångar. HV 71 vann serien och tog platsen till Elitserien, medan Troja, IK VIK Hockey och Skellefteå fick spela i Division I 1985/1986.

## Slutställning
| Nr | Lag              | S | V | O | F | GM | IM | MS | P |
| -- | ---------------- | - | - | - | - | -- | -- | -- | - |
| 1  | HV 71            | 6 | 4 | 0 | 2 | 31 | 24 | +7 | 8 |
| 2  | IF Troja-Ljungby | 6 | 3 | 1 | 2 | 30 | 27 | +3 | 7 |
| 3  | IK VIK Hockey    | 6 | 1 | 3 | 2 | 24 | 26 | −2 | 5 |
| 4  | Skellefteå AIK   | 6 | 1 | 2 | 3 | 15 | 23 | −8 | 4 |